# تومي مولوي
تومي مولوي (بالإنجليزية: Tommy Molloy)‏ مواليد 09 فبراير 1934 في ليفربول، مرزيسايد، إنجلترا - الوفاة 08 أبريل 2013 في مرزيسايد، إنجلترا، كان ملاكم محترف بريطاني صنّف ضمن فئة وزن الوسط بدأ مسيرته الاحترافية سنة 1955.

## إحصائيات
خاض خلال مسيرته 44 نزالا، فاز في 34 وتعادل في 2 وخسر في 6. فاز بالضربة القاضية في 12 نزالا.

## روابط خارجية
- تومي مولوي على موقع بوكس ريك (الإنجليزية) (registration required)